# Novella (Italia)
Novella (Noèla, pronunciato /noˈɛla/, in noneso) è un comune italiano di 3 575 abitanti della provincia autonoma di Trento. Il territorio del comune comprende le circoscrizioni territoriali degli ex comuni di Brez, Cagnò, Cloz, Revò e Romallo. Si tratta di un comune sparso, con la sede municipale nell'abitato di Revò.

## Storia
Il comune è stato istituito il 1º gennaio 2020 per fusione dei territori comunali di Brez, Cagnò, Cloz, Revò e Romallo, secondo la Legge Regionale numero 11 del 19 ottobre 2016.
Il comune prende il nome dal torrente Novella, che scorre a valle di alcuni dei centri abitati del comune e bagna parte del confine territoriale.

### Simboli
Il comune non ha ancora adottato un proprio stemma.

## Monumenti e luoghi d'interesse

### Architetture religiose
Arsio
- Chiesa di San Floriano.
- Chiesa della Natività di Maria.

Brez
- Chiesa di Santa Maria Ausiliatrice, parrocchiale.
- Chiesa dei Santi Fabiano e Sebastiano.

Cagnò
- Chiesa di San Valentino, parrocchiale.

Carnalez
- Chiesa di San Martino.

Cloz
- Chiesa di Santo Stefano, parrocchiale, in località Villa di dentro.
- Chiesa di Santa Maria Assunta, in località Villa di fuori.

Revò
- Chiesa di Santo Stefano, parrocchiale.
- Chiesa della Madonna del Carmine.

Romallo
- Eremo di San Biagio
- Chiesa di San Vitale, parrocchiale.

Salobbi
- Chiesa dei Santi Andrea ed Egidio.

Traversara
- Chiesa dei Santi Antonio Abate e Rocco Confessore.

Tregiovo
- Chiesa dei Santi Maurizio e Compagni, parrocchiale.

### Architetture civili
- Castel Freieck o Palazzo de Manincor, detto anche Casa Corazza ad Arsio.
- Casa Campia a Revò.
- Palazzo Ruffini a Brez.
- Castel San Giovanni ad Arsio.
- "Ciastelaz" a Cagnò.
- Castel Sant'Anna ad Arsio.
- Palazzo Arzberg Freihaus ad Arsio
- Castel del Pez a Revò

### Aree naturali
- Parco fluviale Novella

## Società

### Evoluzione demografica
Abitanti censiti

## Amministrazione
| Periodo         | Periodo        | Primo cittadino    | Partito                    | Carica                    | Note  |
| --------------- | -------------- | ------------------ | -------------------------- | ------------------------- | ----- |
| 1º gennaio 2020 | 6 ottobre 2020 | Giorgio De Concini |                            | Commissario straordinario | [ 8 ] |
| 6 ottobre 2020  | 17 maggio 2025 | Donato Preti       | lista civica Novella 2020  | Sindaco                   |       |
| 18 maggio 2025  | in carica      | Silvano Dominici   | lista civica Siamo Novella | Sindaco                   |       |